# セブモルプーチ
セブモルプーチ（ロシア語: «Севморпу́ть»、ラテン文字表記：Sevmorput）は、ソビエト連邦（ソ連）・ロシア連邦の原子力砕氷船（ラッシュ船兼コンテナ船）である。民間の貨物船として建造された原子力船として世界で4隻目かつ唯一運用中であり、民間の原子力船として世界最大の船舶でもある。
公称船型は10081計画。船名は、ロシア語で北極海航路を意味する「Се́верный морско́й путь（ラテン文字表記：Severnii Morskoi Put）」を省略したものである。

## 建造
1978年5月30日、1980年代のソ連北方地域沿岸の海上輸送と工業発展を充実させるため、ソビエト連邦商船省とソビエト連邦造船産業省は、共通指令No C-13 / 01360を決定した。この指令に基づき大型ラッシュ船の開発が決定し、レニングラード（現・サンクトペテルブルク）のバルスドプレロク中央設計局に設計が指示された。セブモルプーチは、ケルチのザリーフ造船所で1982年6月1日に起工された。進水式は第27回ソ連共産党大会の開会前日に合わせて1986年2月20日に行われ、1988年11月22日に係留試験を終え、12月31日にセブモルプーチは就役した。建造費は約2億6,500万米ドル相当と報じられている。なお、ソ連政府は姉妹船を建造する予定だったが、ソビエト連邦の崩壊前後の経済停滞により姉妹船は建造されなかった。

## 設計

### 船体
セブモルプーチは、1981年に国際海事機関が採択した原子力商船の安全基準従い建造された、最初の原子力船である。特に船の強度には注意が払われ、舷側は二重構造で、原子炉区画は三重構造になっている。また、座礁や他の砕氷船の衝突、旅客機の墜落すら想定されている。船内は12の水密隔壁で区切られており、6区画が船倉に充てられている。
1981年のソ連船級登録規則に従い、商船で利用可能な砕氷船級で最高級クラスであるULAに設計されていたが、ロシアの船級協会であるロシア船級協会には、若干下級のULで登録されている。船体の90%がアイスベルトで補強されており、断面は楔型である。砕氷船首は2ノットで厚さ1 mまでの氷を割ることができる。なお、砕氷時には通常より喫水を浅くして運航する必要がある。

### 機関・駆動系
主機であるKLT-40加圧水型原子炉は、アルクティカ級砕氷船に搭載されたOK-900A加圧水型原子炉（出力1万7,100 kW）の改良型で、安全性を高めると同時に出力を2万9,420 kWに強化した。また、北極圏の低温海水を冷却に使うことを前提としていたOK-900Aと異なり、海水温の高い低緯度での操業が可能となっている。
他のソ連/ロシアの原子力砕氷船が電気推進なのに対して、セブモルプーチは蒸気タービン推進を採用しており、蒸気発生器で215 t/ h作られた圧力30 kgf / cm3、温度290°Cの高圧蒸気でタービンを駆動する。万一、原子炉が動かなくなった時のために、セブモルプーチにはディーゼル燃料で圧力25 kgf / cm3、温度360°Cの高圧蒸気を50 t/ h作る事ができるボイラーを搭載する。船内の電力は、出力1,700 kWのターボ発電機3 基と出力1,400 kWのディーゼル発電機5 基（補機）で供給されるが、補機は後に出力2,000 kWのディーゼル発電機3 基に換装された。また、出力200 kWの非常用ディーゼル発電機2 基を搭載する。
砕氷のために前後進を頻繁に行うことから、推進機は可変ピッチプロペラ4軸とした。

### 船内設備
最大で200人の乗組員による長期間の航行のために、船内の設備は非常に充実している。50 kg / hの処理能力がある廃棄物焼却設備のほか、5つの汚水処理設備を有する。乗組員用のサウナやプール、トレーニングジムがある。

### 積載設備
セブモルプーチは、LASHクラス（約300 t級）の艀を40艘、またはISO規格の20フィートコンテナを1,336個積載することができる。艀は自航できないため、積み込みや積み下ろしには曳船などによる曳航や押船が必要だが、その他の設備を要しないことから港湾設備が貧弱な僻地や水深が浅く大型船の接岸が難しい海域では、艀の方に利がある。ソ連商船隊は、既にユリウス・フチーク (ラッシュ船)といった大型ラッシュ船を運用しており、セブモルプーチの積載システムにはこれらの運用経験が生かされている。艀とコンテナは、船倉と機関区画真上の船尾甲板に積載する。
艀とコンテナの移動には、船上にある門型のガントリークレーン（フィンランドのコネ製。吊上能力：500 t）が用いられた。このクレーンは、後の改装でロシア製の60 t油圧クレーン2 本に換装された。油圧クレーンは吊上半径43 mで、2本のクレーンで吊ることで、最大120 tの吊上能力を有する。これらのクレーンとは別に、船体後方にコンテナ積み下ろし用の3 tクレーン、船首に小型クレーンを各2 台搭載する。船尾には艀を海面に降ろすためのエレベーターがあり、低速航行中ならば艀を滑り下ろすことも可能である。

## 運用

### 国際航路から北極海航路へ
就役後の1989年1月、セブモルプーチは地中海を通過し沿海地方へと向かったが、同地方の主要港（ウラジオストク、ナホトカ、ボストチヌイ、マガダン）で入港に対する抗議活動が行われ、港湾労働者が積み下ろし作業への従事を拒否したり、市議会が港外への退去を決議する事態に陥った。これらの理由として、グラスノスチでチェルノブイリ原子力発電所事故やアルメニア地震後に伴うメツァモール原子力発電所の閉鎖などの詳細が大々的に報じられたほか、海事省が機関紙にアルクティカ級砕氷船「ロシア」で起きた4分の非常事態を大きく報じた事が挙げられる。結局、セブモルプーチは1989年3月13日にウラジオストクへの入港が許可された。ムルマンスク海運会社はセブモルプーチを当初予定されていた北極海航路ではなく、ウラジオストクとカナダのバンクーバーを結ぶ国際航路へ就航させようとした。北極海航路の貨物量が予想以上に少なく、1980年代だけでも200万 tに過ぎなかったためである。しかし、バンクーバー市当局は原子炉の安全性が確保されていないことを理由に寄港の許可を出さず、この計画は頓挫した。その後、セブモルプーチはオデッサ - ベトナム - ウラジオストク - 朝鮮民主主義人民共和国（北朝鮮）の国際航路に就役した。セブモルプーチの運航コストは1日で9万ドルにも及び、就役当初の数年間は、採算を度外視した運航を余儀なくされた。
セブモルプーチは1992年に最後の国際航路の航海を行い、1993年に本来の航路であるムルマンスク - ドゥディンカ間の貨物航路に就役した。1990年代に入ると貨物量はさらに減少し、1990年代後半の貨物量は25万 tまで減少した。セブモルプーチは1994年に最初の核燃料交換を行ったが、ムルマンスク海運会社の資金不足で1998年に係留されてからは、2001年に2回目の核燃料交換が行われるまでムルマンスクで係留されたままだった。2001年に核燃料が交換されると、セブモルプーチは元のムルマンスク - ドゥディンカ航路に復帰した。

### 改装計画

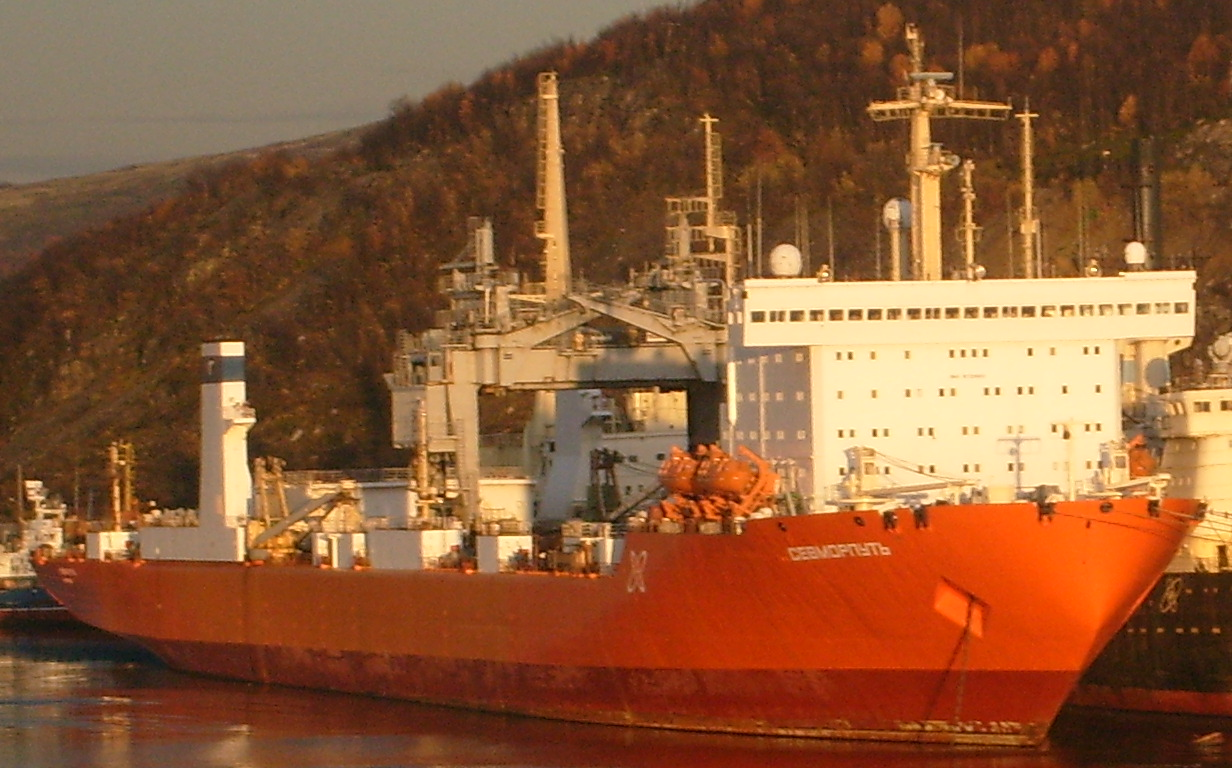
ムルマンスク港におけるセブモルプーチ（2007年）

2007年の初め、ロシア政府の検査機関であるロステフナードザルはセブモルプーチの核施設を点検し、原子炉と放射線の安全性が確保されていると発表した。8月にはムルマンスク海運会社による、セブモルプーチを掘削船に改装する計画が発表された。ムルマンスク海運会社は改装の理由に貨物量不足を挙げ、改装には18ヶ月かかるとしていた。しかし、2008年2月には改装計画の中止と、セブモルプーチを含むムルマンスク海運会社所属の全ての原子力砕氷船を、新会社に移管することが発表された。2008年8月、セブモルプーチを含む原子力砕氷船団はロスアトム傘下のアトムフロートに移管された。

### 原子炉停止
2009年10月、アトムフロートのブラチェスコフ・ラクーシャ社長は、2010年も貨物不足が続けばセブモルプーチは15年の艦齢を残して退役させる必要があると述べた。
2012年には、ロシア船級協会の公式ホームページに、「セブモルプーチが2012年8月2日からの船舶の登録から削除された」という記事が掲載された。10月24日にはロスアトムの指示で、セブモルプーチの原子炉は最終停止モードに入った。 2013年6月の時点で、セブモルプーチを係留するための作業はほぼ完了し、特に原子炉関連の設備は完全に停止された。

### 再就役

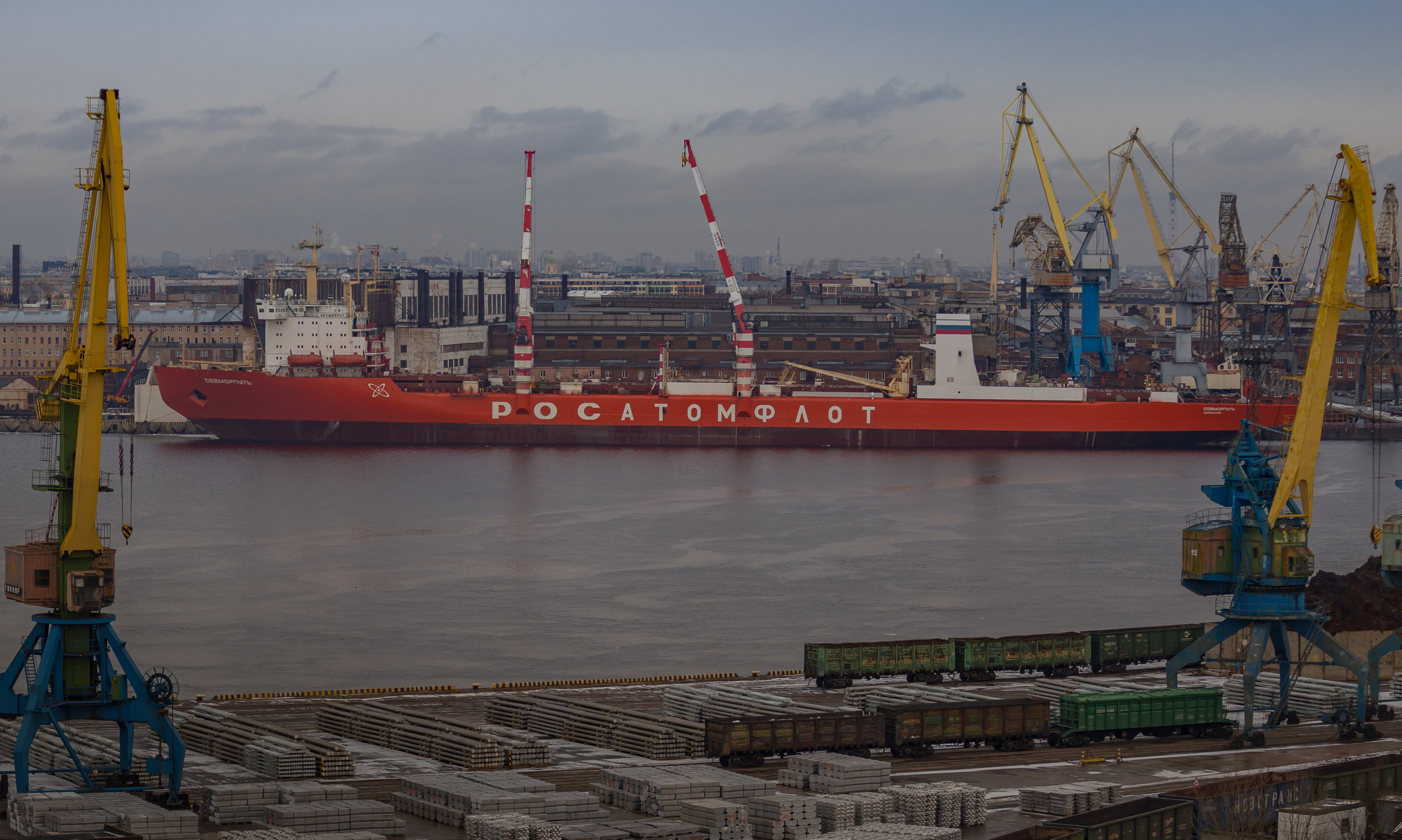
サンクトペテルブルク港におけるセブモルプーチ（2020年2月15日）

2013年12月の終わりに、ロスアトムのセルゲイ・キリエンコ社長はセブモルプーチを再就役させる命令に署名した。原子炉設備の寿命を延ばすための作業が始まり、核燃料を購入して原子炉は再稼働した。復旧工事に伴い、機械系の一部や廃水処理プラント、発電機を交換し、ガントリークレーンも2基の油圧クレーンに交換された。さらに、追加バルブを2個設置し、新たにパイプラインバルブとポンプ、新型の航海用レーダーが設置された。新しい機器の総費用は約5,700万ルーブルに及んだ。乗組員は元の乗組員の80％まで省力化され、その大半は廃船により各地に散らばっていた元乗組員が再び就任した。
2年間の作業を経て、セブモルプーチは9年ぶりにムルマンスクを出港した。2015年11月30日、バレンツ海での海上試験が完了し、セブモルプーチはムルマンスクに戻った。翌12月、セブモルプーチは海上試験に合格した。
セブモルプーチの試験航行は2016年3月1日に予定され、復旧後には北極海航路の提供や、ノヴァヤゼムリャのパブロフスクにある鉛と亜鉛の鉱床など開発に従事することが予定された。セブモルプーチの需要を満たす船舶は他に無く、約10年の運用が見込まれると報じられた。
2016年5月6日、大量の建材と食料品を積み込んだセブモルプーチは、再就役後初の航海のためにムルマンスクを出港し、ノヴォシビルスク諸島のコテリヌイ島に向かった。その後は、北極圏の軍事拠点整備のための資材輸送のために、主にロシア国防省が傭船したほか、原油や天然ガスの採掘プラントへの資材輸送に従事した。
2019年には、ロシア漁業庁が中心となって、カムチャツカ地方で捕ったサケを北極海航路でロシア西部に運搬する計画が進められた。8月26日、セブモルプーチはペトロパブロフスク・カムチャツキーに到着し、冷凍サケ5,000tを積み込んでサンクトペテルブルクへ向かった。しかし、この試験航行で収益性が低いことが明らかになったため、2回目の試験航行を含む計画は中止となった.。9月には、セブモルプーチはフィンランド湾からバルト海を向かう試験航海を行い、初めてバルト海方面に貨物輸送を行った原子力船となった。セブモルプーチは試験航海の後にムルマンスクに戻り、スクリューを修理する予定だった。しかし、ロシア国内でセブモルプーチを収容可能な唯一の浮きドック「PD-50」が2018年10月30日に沈没したまま復旧の目途が立たないため、セブモルプーチは12月に再びサンクトペテルブルクに向かい、そこでスクリューを修理した。
2020年2月には、セブモルプーチを南極のロシアの研究基地への補給物資の輸送に利用する計画が上がっている。